# 小人國 (舞台劇)
《小人國》（英語：Little Hong Kong），是W創作社主辦、風車草劇團協辦，於2007年在香港藝術中心壽臣劇院公演的舞台劇。該劇是W創作社的第十三部作品，亦是《小人國》系列的第一集，由黃智龍編導，梁祖堯、邵美君、湯駿業、白只、鄧世昌、王曉怡主演，十三場門票一早全部售罄。
演出由十個各自獨立的故事所組成，以嬉笑怒罵的喜劇手法，數臭「梗有一個喺你左近」的香港「小人」，當中有諷刺事弊，亦有笑盡香港人的失禮行為的情節，因此非常能夠引起觀眾共鳴，口碑極佳，奠定了《小人國》系列的瘋狂喜劇特色，成為香港舞台劇界最受歡迎喜劇系列之一。
《小人國》系列另一特色是由同一班演員扮演不同搞笑角色，而在他們演繹完一個角色後，都會掀起頭上假髮，再向觀眾鞠躬，示意他們由角色變回演員自己，這儀式亦已成為《小人國》表演傳統之一。
W創作社音樂總監Michael Tsang更特別為《小人國》創作了一首旋律簡單、調子輕快的主題曲，除了所有演員都會於每集演唱之外，整齣戲也會以此主題音樂的不同編曲及變奏作為配樂及間場。所以只要聽到這首主題音樂，就會立刻想起這個瘋狂搞笑系列。
值得一提，劇中基米高一角，乃出自同是W創作社經典作《攣到爆》，編導黃智龍將此角於《小人國》重新創作「基米高襟冰襟冰再襟冰」，此單元當中多位的原創角色，包括馮陳美嬋、Heidi、Christine Law等，因為演員精湛的演繹而成為經典角色。除了在其後的《小人國》系列出現，亦於其他劇目中亮相，由同一位演員擔演，例如《紅海人。藍海戰》的 Heidi 或《愛是雪》的馮陳美嬋等等。

## 背景
《小人國》的靈感來自英國BBC電視台一齣諷刺英國人陰暗面的電視喜劇《小小小英國》（Little Britain），由麥特·盧卡斯（Matt Lucas）和大衛·威廉姆斯（David Walliams）創作及主演。但由於《小人國》講的是香港人香港事，笑料、角色及表演方式並不一樣。
《小人國》第1集所包含的表演方式十分多元化，包括相聲、現場大型歌舞，甚至摔角等等。風格亦有瘋狂搞笑的「鬼妹仔OL現形記」「大隻佬健身院貪小便宜」、黑色幽默的「地鐵恒生實錄」以及懷舊處境劇的「香港07」等，包羅萬有，讓觀眾目不暇給。

## 故事大綱
《小人國》演出以十個獨立故事組成，包括：
- 第一場 肥仔「平等機會」受辱記：白只飾小豪，梁祖堯飾 Richard，邵美君飾 Nancy
- 第二場 鬼妹仔OL現形記：梁祖堯飾 Rosemary / 朱靚芳, 邵美君飾 Betty, 王曉怡飾 Michelle, 湯駿業飾 Edmond, 白只飾圍村鄉里
- 第三場 咬字不清侍應Vs熊貓高官：白只飾熊貓高官，鄧世昌飾店員，梁祖堯飾 Linda， 湯駿業飾日本官員，邵美君飾語音教師
- 第四場 大隻佬健身院貪小便宜：鄧世昌飾細昌，梁祖堯飾 Darling，湯駿業飾 Baby，王曉怡飾清潔工人，邵美君飾 Darling 母
- 第五場 NDS之戀：邵美君、湯駿業飾相聲演員，王曉怡、鄧世昌飾少男少女
- 第六場﹠第八場 地鐵恒生實錄 I ﹠II：梁祖堯飾在地鐵等人的男子，白只、鄧世昌、王曉怡、邵美君飾搭訕者
- 第七場 基米高襟冰襟冰再襟冰：梁祖堯飾基米高，邵美君飾馮陳美嬋，白只飾 Heidi，湯駿業飾 Christine Law
- 第九場 港男港女K-1擂台：邵美君旁述，湯駿業飾港男，白只飾婚後港男，王曉怡飾港女，梁祖堯飾婚後港女，鄧世昌飾裁判
- 第十場 街頭相撞事件：梁祖堯、邵美君飾相聲演員
- 第十一場 香港07：白只飾茂叔，湯駿業飾康仔，王曉怡飾順嫂，梁祖堯飾斌仔，鄧世昌飾陳積，邵美君飾阿萍
- 結幕：全體演員穿著黃色踢死兔，演唱由Michael Tsang作曲、勞雙恩填詞的〈小人國〉主題曲，載歌載舞。

## 出版紀錄
《小人國》推出了舞台劇現場紀錄的DVD 及VCD

## 外部連結
- W創作社官方網頁 （页面存档备份，存于）
- W創作社Facebook 專頁 （页面存档备份，存于）
- W創作社微博 （页面存档备份，存于）